# Víctor Moya
Víctor Rafael Moya, född 24 oktober 1982 i Santiago de Cuba, är en kubansk friidrottare (höjdhoppare). Moya blev silvermedaljör i sitt första mästerskap i Helsingfors 2005 där han hoppade 2,29 vilket då var personligt rekord. Rekordet förbättrades senare samma år till 2,35 vid en tävling i Monaco.
Moya är 1.96 cm lång och väger 80 kg.

## Personliga rekord
- Höjdhopp utomhus - 2,35 meter (10 september 2005 i Monaco)
- Höjdhopp inomhus - 2,31 meter (3 februari 2007 i Arnstadt)